# Willy Rosen

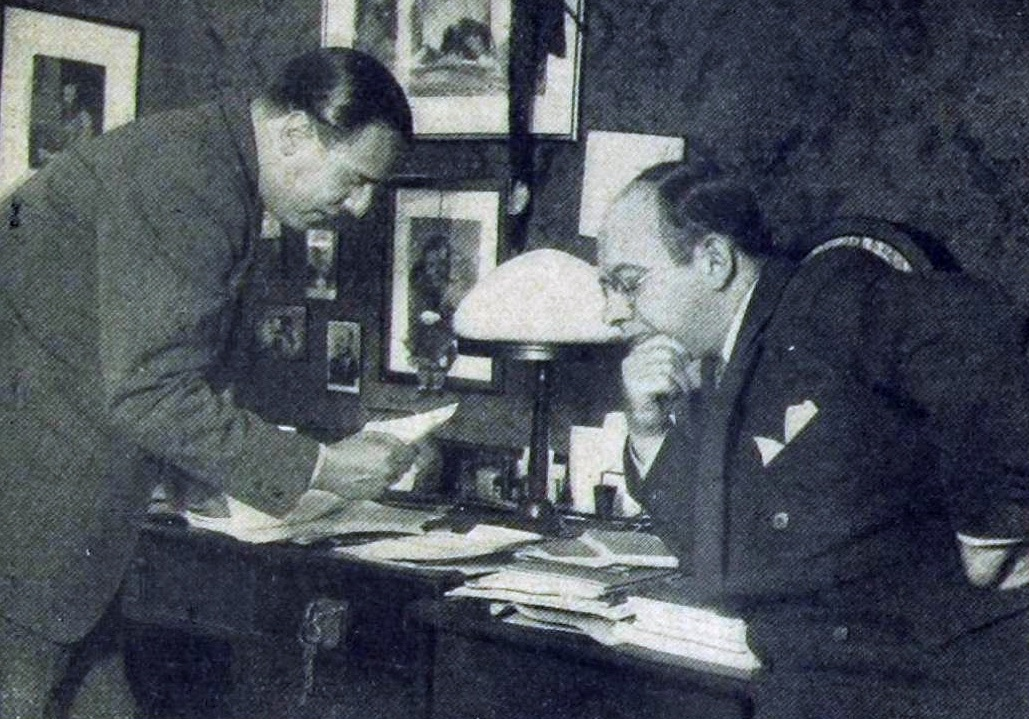
Willy Rosen (rechts) met Kurt Schwabach (links)

Willy Julius Rosen (geboren als Willy Julius Rosenbaum; Maagdenburg, 18 juli 1894 - Auschwitz, 28 oktober of 30 september 1944) was een Duitse cabaretier, componist en tekstdichter. Hij was in de twintiger jaren van de 20e eeuw een van de bekendste entertainers in Duitsland.
De artiestennaam Rosen nam hij in 1931 ook als zijn officiële achternaam aan.
Hij trad niet alleen op in Duitsland, maar maakte ook tournees door Zwitserland, Nederland, Denemarken, Tsjecho-Slowakije en België. Gevleugelde woorden van hem waren “Text und Musik von mir”.
Na de machtsovername door de nationaalsocialisten in Duitsland, werd hem daar vanwege zijn Joodse afkomst verboden op te treden. In 1937 emigreerde hij naar Nederland, waar hij in Scheveningen met andere Berlijnse emigranten het Theater der Prominenten oprichtte. Tot deze groep behoorden Siegfried Arno, Trude Berliner, Rita Georg, Max Ehrlich, Hortense Raky, Willy Stettner, Szöke Szakall en Erich Ziegler. In 1942 werd het theater door de Duitse bezetter verboden.
Willy Rosen werd gedeporteerd naar Kamp Westerbork. Een tijd lang heeft hij daar deelgenomen aan Gruppe Bühne Lager Westerbork. Daarna is hij op transport gezet naar de "Magdeburger Kaserne" in Theresienstadt en later naar Auschwitz gedeporteerd, waar hij in een gaskamer om het leven werd gebracht. Over wanneer dit precies was spreken bronnen elkaar tegen. Doorgaans wordt aangenomen dat het op 28 oktober 1944 gebeurde, maar 30 september is ook een mogelijke datum.
- Gemeinsame Normdatei: 134579690
- International Standard Name Identifier: 0000 0000 8385 7982
- Library of Congress Control Number: nr2005009654
- Nationale Bibliotheek van Letland: 000038104
- MusicBrainz: 0ae8136a-caf3-4c94-960c-a1253a479b3c
- Nationale Bibliotheek van Tsjechië: mzk2014852924
- Nationale Bibliotheek van Israël: 987007313807905171
- Nationale Bibliotheek van Polen: a0000002498833
- Nationale en Universitaire bibliotheek Zagreb: 000070015
- Nederlandse Thesaurus van Auteursnamen: 371621739
- Virtual International Authority File: 59038018
- WorldCat: E39PBJrWFMJty94HPMk44QV3cP